# Chester City FC
Chester City FC is een voormalig Engelse voetbalclub uit Chester

## Geschiedenis

### Ontstaan
De club werd in 1885 opgericht als Chester FC nadat de Chester Rovers en de Old King’s Scholars fusioneerden. De thuiswedstrijden werden in Faulkner Street gespeeld. Na enkele jaren met vriendschappelijke wedstrijden sloot de club zich in 1890 aan bij de Combination League. In 1898 verhuisde Chester naar The Old Showground maar moesten een jaar later weg toen het stadion afgebroken werd om plaats te maken voor huizen, hierdoor kon de club niet meer regelmatig spelen. Whipcord Lane werd de volgende thuishaven in 1901, maar ook hier bleef de club niet lang, tot 1906. Hun nieuwe stadion in de Sealand Road dat simpelweg The Stadium heette werd hun eerste langere thuishaven. De eerste titel werd in 1909 gevierd en het volgende seizoen speelde Chester in de Lancashire Combination en speelde daar tot na de Eerste Wereldoorlog toen ze medeoprichters waren van de Cheshire County League (die verschillende keren gewonnen werd in de jaren 20). In 1932-32 werd de Welsh Cup gewonnen.

### Opmars
In 1931 werd het doel van de club bereikt, toegelaten worden tot de Football League, de beste competitie van Engeland en Wales. Chester verving Nelson FC dat uit de League werd gestemd. De club bleef in de Football League Third Division North tot 1958 toen de Division North samenging met Division South en er een nieuwe klasse, de Fourth Division werd opgericht en Chester daarin belandde. In 1975 beleefde de club een van zijn beste seizoenen toen de halve finale van de League Cup behaald werd, op weg daarnaar werd landskampioen Leeds United verslagen. In de competitie werd een promotie afgedwongen en kon in de Third Division spelen tot 1982.
Het volgende seizoen werd de naam veranderd in Chester City FC. De terugkeer naar de 3de klasse kwam er in 1986. In 1990 verliet Chester hun stadion en deelde tijdelijk een terrein met Macclesfield Town alvornes naar hun nieuwe stadion te verhuizen in 1992. Het Saunders Honda Stadium ligt exact op de grens Engeland-Wales. Het hoofdgebouw staat in Engeland, maar het veld en enkele tribunes zijn in Wales. Datzelfde jaar werd de Premier League opgericht en de Third Division werd nu een 4de klasse en de Second Division de 3de klasse.

### Conference
Eén seizoen na de nieuwe namen van de divisies en het nieuwe stadion degradeerde Chester. Het ging van kwaad naar erger in 2000 toen de club laatste werd en degradeerde naar de Football Conference. Ook daar liep het niet van een leien dakje en het leek erop alsof de club nog verder moest degraderen naar de Northern Premier League in 2002, maar Chester overleefde en verbeterde weer. Vooral na de komst van trainer Mark Wright en in 2003 werd de 4de plaats behaald. In de play-offs schoot de club tekort maar begon wel als favoriet aan het seizoen 2003/04. Op 17 april werd de club kampioen na een 1-0-overwinning op Scarborough FC en keerde zo na 4 jaar terug naar de Third Division die nu wel League Two heette.

### Terugkeer en teloorgang
Aan de start van seizoen 2005/06 was de club degradatiekandidaat maar presteerde tegen alle verwachtingen in zeer goed en was vaak in de top 5 in de eerste helft van het seizoen. Na een 3-0-overwinning tegen Nottingham Forest in de FA Cup verloor het team plots zijn vorm. Op 18 februari 2006 werd trainer Keith Curle ontslagen nadat Chester voor de 11de keer in 12 wedstrijden verloor.
Mark Wright keerde terug als trainer en kon de club alsnog redden door op het einde van het seizoen 5 keer te winnen en 2 keer gelijk te spelen. Voor het seizoen 2006/07 bouwde hij een nieuw team op met slechts 4 spelers die het vorige seizoen afmaakten. In 2009 degradeerde de club terug naar de Conference. In februari 2010 werd de club uit de competitie gezet vanwege financiële problemen en ging op 10 maart failliet.

## Chester FC
Fans van Chester City richtten op 25 maart 2010 een nieuwe club op, Chester FC, die in het seizoen 2009/10 in de Northern Premier League Division One North ging spelen. De club betrok het oude stadion en werd in het eerste seizoen direct kampioen.

## Bekende (oud-)spelers
- Ched Evans
- Michel Kuipers
- Cyrille Regis
- Jorg Smeets

### Internationals
De navolgende voetballers kwamen als speler van Chester City FC uit voor een vertegenwoordigend Europees A-elftal. Tot op heden is Luke Dimech degene met de meeste interlands achter zijn naam. Hij kwam als speler van Chester City FC in totaal vier keer uit voor het Maltese nationale elftal.
| Naam            | Van        | Tot        | Totaal | Nationaal elftal |
| --------------- | ---------- | ---------- | ------ | ---------------- |
| Luke Dimech     | 17.08.2005 | 04.06.2006 | 4      | Malta            |
| Stéphane Gillet | 01.03.2006 | 01.03.2006 | 1      | Luxemburg        |
| Iain Jenkins    | 30.04.1997 | 25.03.1998 | 3      | Noord-Ierland    |